# Seznam představitelek královen v českých pohádkách
Toto je seznam představitelek královen v českých pohádkách.

## Seznam
- Zlata Adamovská – Peklo s princeznou (Viktorie), Korunní princ (Kateřina)
- Mahulena Bočanová – Pták Ohnivák
- Jana Brejchová – Arabela
- Jitka Čvančarová – Sněžný drak (Vilma)
- Jana Dítětová – Jak se Mette chtěla stát královnou
- Milena Dvorská – Jak se budí princezny (Eliška)
- Veronika Freimanová – Korunní princ (Markéta), O víle Arnoštce (Ondřejka), 100 + 1 princezna (Sidonie), O království z nudlí a štěstí bez konce (Jiřina)
- Jana Hlaváčová – Třetí princ (královna Země lva)
- Ivana Chýlková – Jezerní královna (Jezerní královna)
- Jana Krausová – Království potoků
- Jaroslava Kretschmerová – Micimutr (Jaroslava)
- Michaela Kuklová – Z pekla štěstí 2 (Markýtka)
- Sabina Laurinová – Čertova nevěsta
- Karin Lesch – Tři oříšky pro Popelku [mluví Květa Fialová]
- Sunnyi Melles – Jezerní královna (matka prince Viktora) [mluví Zlata Adamovská]
- Simona Postlerová – Kouzla králů (královna vod), Poslední kouzlo (Libuše, královna Vltavského království)
- Jitka Schneiderová – Kouzla králů (královna ohně)
- Libuše Šafránková – Kouzla králů (Kristýnka)
- Tatiana Vilhelmová – Kdyby byly ryby[1]
- Valérie Zawadská – Jezerní královna (matka princezny Odetty)
- Stella Zázvorková – Jak se budí princezny (Anežka)